# Sargeți
Sargeții sunt considerați de Ptolemeu și de Ammianus Marcellinus ca fiind neamuri iraniene scito-sarmate din regiunea Donului.
Vasile Pârvan afirmă că sargeții (în latină sargetae) din Dacia sunt sciți asimilați de localnicii daci.
Dio Cassius povestește că regele Decebal a abătut apele râului Sargeția (Streiul de astăzi) și săpând o groapă a ascuns o mare comoară cu obiecte de aur și argint. Apele au fost readuse în vechea albie după securizarea tezaurului. După cucerirea romană a Daciei, romanii au pus mâna pe comoară datorită trădării prizonierului Bicilis.
Nu se știe exact dacă sargeții (respectiv Sargeția) din Dacia sunt de origine scito-iraniană. Dar se știe că plasarea lor în regiunea Hunedoara și Țara Hațegului coincide cu unul din cele mai însemnate centre culturale, politice și economice ale dacilor din ultimele două secole până la cucerirea romană.